# Bernard z Chartres
Bernard z Chartres (zemřel 1124/1126/1130 ) byl francouzským filosofem žijícím ve 12. století. Byl součástí chartreské školy.
Datum ani místo jeho narození nejsou známé. Někteří odborníci[kdo?] se domnívali, že byl bratrem Thierryho z Chartres. To však bylo vyvráceno. Je však známo, že v roce 1115 nastoupil do katedrální školy v Chartres a až do roku 1124 byl jejím kancléřem.
Zabýval se septem artes liberales, zvláště pak naukami trivia.

## Trpaslíci na ramenou obrů
V době jeho vedení chartreské školy se stal slavný jeho citát:
„Jsme jako trpaslíci na ramenou obrů. Náš pohled může obsáhnout více a vidí dále než jejich. Ovšem ne proto, že by náš zrak byl pronikavější nebo naše výška větší, nýbrž proto, že nás nese a vyzvedává mohutná postava obrů.“
Pod těmito obry si můžeme představit veškeré předchůdce středověké filosofie a vědy, ať už antické či arabské. Je známo, že se v chartreské škole pracovalo jak s dokumenty antickými, tak arabskými (např. Al-Chorezmí). Bernardovu sečtělost opěvuje Jan ze Salisbury v Metalogiconu. Je uchvácen jeho respektem před dávnými mysliteli, na jejichž ramenou stojí současníci.